# Andrea Palini
Andrea Francesco Palini (* 16. Juni 1989 in Gardone Val Trompia) ist ein ehemaliger italienischer Radrennfahrer.

## Karriere
Andrea Palini wurde 2007 in der Juniorenklasse italienischer Meister im Straßenrennen. Außerdem gewann er den Prolog bei Tre Ciclistica Bresciana. In der Saison 2009 fuhr Palini für die italienische Amateurmannschaft GS Gavardo Tecmor. In diesem Jahr gewann er den Giro delle Tre Provincie und die Trofeo Città di Brescia. Außerdem wurde er Dritter bei der Trofeo Papà Cervi und Fünfter bei Parma-La Spezia.
Zur Saison 2012 wurde Palini Mitglied im italienischen UCI Continental Team Idea. Neben einem Etappensieg bei der Settimana Internazionale Coppi e Bartali kam er wiederholt unter die Top 10, unter anderem als jeweils Zweiter bei Tre Valli Varesine und beim Gran Premio Industria e Commercio Artigianato Carnaghese. Daraufhin erhielt er zur Saison 2013 einen Vertrag beim UCI WorldTeam Lampre-Merida. Nach einem Etappensieg bei der La Tropicale Amissa Bongo Ondimba bei seinem ersten Renneinsatz für das Team erzielte er bei der Tour of Hainan 2014 den zweiten Sieg, als er die fünfte Etappe im Massensprint für sich entschied. Bei europäischen Rennen mit stärkerer Konkurrenz konnte er sich jedoch nicht als Sprinter etablieren.
Nachdem sein Vertrag bei Lampre-Merida nicht verlängert worden war, wechselte Palini nach Dubai zum Skydive Dubai-Al Ahli Club. Für das Team erzielte er eine Reihe von Erfolgen auf der UCI Africa Tour und der UCI Asia Tour, unter anderem erneut zwei Etappensiege bei der Tour of Hainan. Nach seinen Siegen kehrte er in der Saison 2016 nach Europa zurück und wurde Mitglied im Team Androni Giocattoli. Beim Prolog zur Sibiu Cycling Tour 2017 erzielte er den letzten Sieg seiner Karriere.
Nach der Saison 2017 beendete Palini – enttäuscht vom Profi-Radsport – seine aktive Karriere als Radrennfahrer und begann eine Ausbildung zum Masseur.

## Erfolge
2007
- Italienischer Meister – Straßenrennen (Junioren)

2009
- Trofeo Città di Brescia

2012
- eine Etappe Settimana Internazionale

2013
- eine Etappe La Tropicale Amissa Bongo

2014
- eine Etappe Tour of Hainan

2015
- zwei Etappen Tour of Egypt
- eine Etappe La Tropicale Amissa Bongo
- zwei Etappen Tour of Hainan
- eine Etappe Sharjah International Cycling Tour
- eine Etappe und Mannschaftszeitfahren Jelajah Malaysia

2016
- zwei Etappen und Punktewertung La Tropicale Amissa Bongo
- eine Etappe Tour de Langkawi
- Mannschaftszeitfahren Sharjah International Cycling Tour

2017
- Prolog Sibiu Cycling Tour